# A 2011-es Tour de France szakaszai (1–11.)

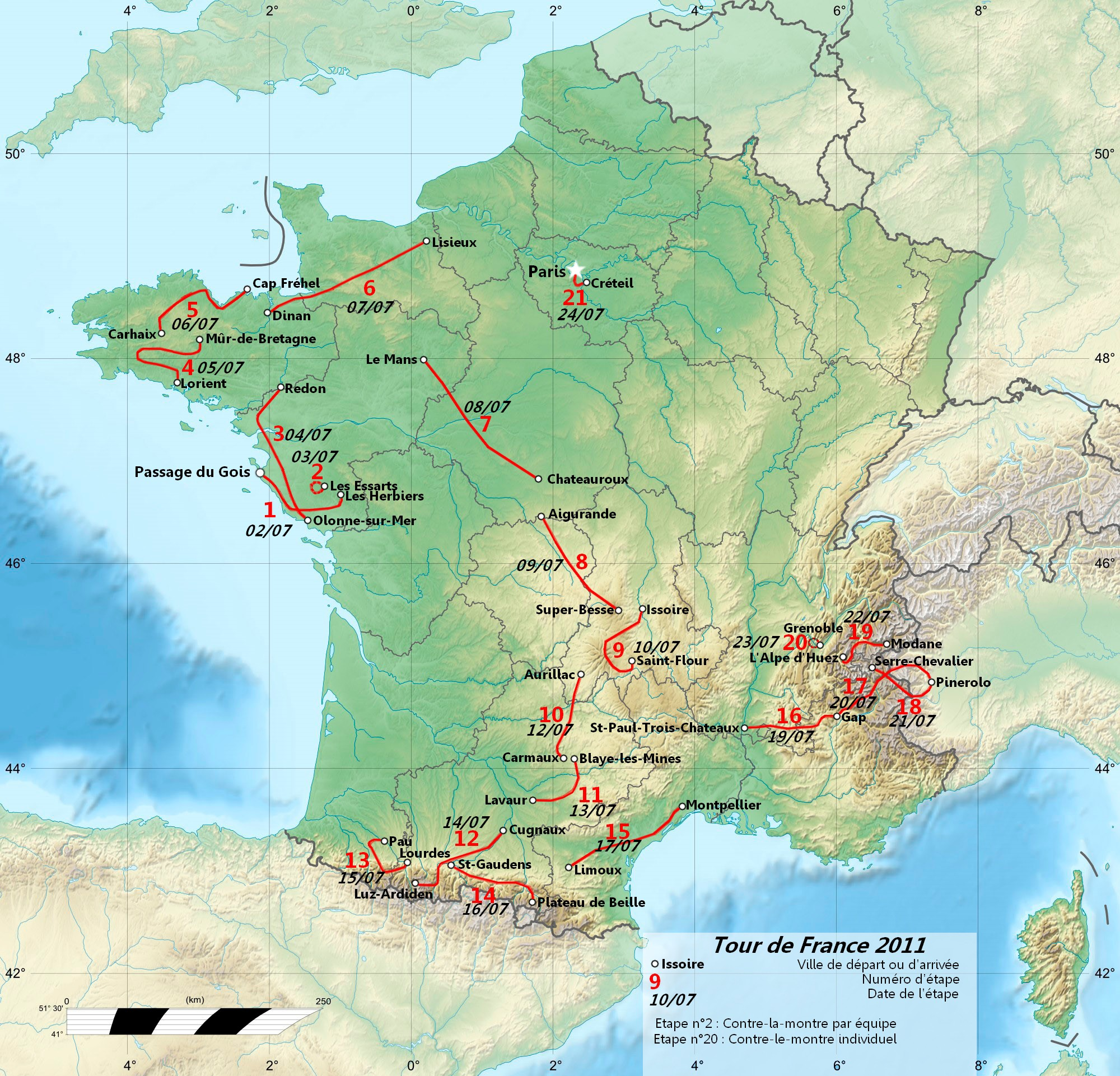
A 2011-es Tour de France útvonala

Ez a szócikk a 2011-es Tour de France eredményeit mutatja be az 1. szakasztól a 11.-ig. A többi szakasz eredményei itt találhatóak: A 2011-es Tour de France szakaszai (12–21.).
A kerékpárosok a verseny első felében Franciaország északnyugati részén tekertek, majd dél felé haladva a Francia-középhegység és a Pireneusok felé vették az irányt.

## 1. szakasz
2011. július 2. —  Passage du Gois >  Mont de Alouettes — 191,5 km, sík szakasz 
| #   | Versenyző             | Csapat | Idő        |
| --- | --------------------- | ------ | ---------- |
| 1.  | Philippe Gilbert      | OLO    | 4h 41' 31" |
| 2.  | Cadel Evans           | BMC    | + 3"       |
| 3.  | Thor Hushovd          | GRM    | + 6"       |
| 4.  | José Joaquín Rojas    | MOV    | + 6"       |
| 5.  | Jurgen Van den Broeck | OLO    | + 6"       |
| 6.  | Geraint Thomas        | SKY    | + 6"       |
| 7.  | Andreas Klöden        | RSH    | + 6"       |
| 8.  | Rein Taaramäe         | COF    | + 6"       |
| 9.  | Chris Horner          | RSH    | + 6"       |
| 10. | Tony Martin           | THR    | + 6"       |

| #   | Versenyző             | Csapat | Idő        |
| --- | --------------------- | ------ | ---------- |
| 1.  | Philippe Gilbert      | OLO    | 4h 41' 31" |
| 2.  | Cadel Evans           | BMC    | + 3"       |
| 3.  | Thor Hushovd          | GRM    | + 6"       |
| 4.  | José Joaquín Rojas    | MOV    | + 6"       |
| 5.  | Jurgen Van den Broeck | OLO    | + 6"       |
| 6.  | Geraint Thomas        | SKY    | + 6"       |
| 7.  | Andreas Klöden        | RSH    | + 6"       |
| 8.  | Rein Taaramäe         | COF    | + 6"       |
| 9.  | Chris Horner          | RSH    | + 6"       |
| 10. | Tony Martin           | THR    | + 6"       |

## 2. szakasz
2011. július 3. —  Les Essarts >  Les Essarts — 23 km, csapatidőfutam 
| #   | Csapat                    | Idő     |
| --- | ------------------------- | ------- |
| 1.  | Team Garmin–Cervélo (GRM) | 24' 48" |
| 2.  | BMC Racing Team (BMC)     | + 4"    |
| 3.  | Team Sky (SKY)            | + 4"    |
| 4.  | Team Leopard–Trek (LEO)   | + 4"    |
| 5.  | HTC–Highroad (THR)        | + 5"    |
| 6.  | Team RadioShack (RSH)     | + 10"   |
| 7.  | Rabobank (RAB)            | + 12"   |
| 8.  | Saxo Bank–Sungard (SBS)   | + 28"   |
| 9.  | Pro Team Astana (AST)     | + 32"   |
| 10. | Omega Pharma–Lotto (OLO)  | + 39"   |

| #   | Versenyző            | Csapat | Idő        |
| --- | -------------------- | ------ | ---------- |
| 1.  | Thor Hushovd         | GRM    | 5h 06' 25" |
| 2.  | David Millar         | GRM    | + 0"       |
| 3.  | Cadel Evans          | BMC    | + 1"       |
| 4.  | Geraint Thomas       | SKY    | + 4"       |
| 5.  | Linus Gerdemann      | LEO    | + 4"       |
| 6.  | Fränk Schleck        | LEO    | + 4"       |
| 7.  | Fabian Cancellara    | LEO    | + 4"       |
| 8.  | Edvald Boasson Hagen | SKY    | + 4"       |
| 9.  | Manuel Quinziato     | BMC    | + 4"       |
| 10. | Andy Schleck         | LEO    | + 4"       |

## 3. szakasz
2011. július 4. —  Olonne-sur-Mer >  Redon — 198 km, sík szakasz 
| #   | Versenyző          | Csapat | Idő        |
| --- | ------------------ | ------ | ---------- |
| 1.  | Tyler Farrar       | GRM    | 4h 40' 21" |
| 2.  | Romain Feillu      | VCD    | + 0"       |
| 3.  | José Joaquín Rojas | MOV    | + 0"       |
| 4.  | Sébastien Hinault  | ALM    | + 0"       |
| 5.  | Mark Cavendish     | THR    | + 0"       |
| 6.  | Thor Hushovd       | GRM    | + 0"       |
| 7.  | Julian Dean        | GRM    | + 0"       |
| 8.  | Borut Božič        | COF    | + 0"       |
| 9.  | André Greipel      | OLO    | + 0"       |
| 10. | Jimmy Engoulvent   | SAU    | + 0"       |

| #   | Versenyző            | Csapat | Idő        |
| --- | -------------------- | ------ | ---------- |
| 1.  | Thor Hushovd         | GRM    | 9h 46' 46" |
| 2.  | David Millar         | GRM    | + 0"       |
| 3.  | Cadel Evans          | BMC    | + 1"       |
| 4.  | Geraint Thomas       | SKY    | + 4"       |
| 5.  | Linus Gerdemann      | LEO    | + 4"       |
| 6.  | Fränk Schleck        | LEO    | + 4"       |
| 7.  | Fabian Cancellara    | LEO    | + 4"       |
| 8.  | Edvald Boasson Hagen | SKY    | + 4"       |
| 9.  | Manuel Quinziato     | BMC    | + 4"       |
| 10. | Andy Schleck         | LEO    | + 4"       |

## 4. szakasz
2011. július 5. —   Lorient >  Mûr-de-Bretagne — 172,5 km, dombos szakasz 
| #   | Versenyző             | Csapat | Idő        |
| --- | --------------------- | ------ | ---------- |
| 1.  | Cadel Evans           | BMC    | 4h 11' 39" |
| 2.  | Alberto Contador      | SBS    | + 0"       |
| 3.  | Alekszandr Vinokurov  | AST    | + 0"       |
| 4.  | Rigoberto Urán        | SKY    | + 0"       |
| 5.  | Philippe Gilbert      | OLO    | + 0"       |
| 6.  | Thor Hushovd          | GRM    | + 0"       |
| 7.  | Fränk Schleck         | LEO    | + 0"       |
| 8.  | Samuel Sánchez        | EUS    | + 0"       |
| 9.  | Jurgen Van den Broeck | OLO    | + 0"       |
| 10. | Andreas Klöden        | RSH    | + 0"       |

| #   | Versenyző            | Csapat | Idő         |
| --- | -------------------- | ------ | ----------- |
| 1.  | Thor Hushovd         | GRM    | 13h 58' 25" |
| 2.  | Cadel Evans          | BMC    | + 1"        |
| 3.  | Fränk Schleck        | LEO    | + 4"        |
| 4.  | David Millar         | GRM    | + 8"        |
| 5.  | Andreas Klöden       | RSH    | + 10"       |
| 6.  | Bradley Wiggins      | SKY    | + 10"       |
| 7.  | Geraint Thomas       | SKY    | + 12"       |
| 8.  | Edvald Boasson Hagen | SKY    | + 12"       |
| 9.  | Andy Schleck         | LEO    | + 12"       |
| 10. | Jakob Fuglsang       | LEO    | + 12"       |

## 5. szakasz
2010. július 6. —  Carhaix >  Cap Fréhel — 164,5 km, sík szakasz 
| #   | Versenyző          | Csapat | Idő        |
| --- | ------------------ | ------ | ---------- |
| 1.  | Mark Cavendish     | THR    | 3h 38' 32" |
| 2.  | Philippe Gilbert   | OLO    | + 0"       |
| 3.  | José Joaquín Rojas | MOV    | + 0"       |
| 4.  | Tony Gallopin      | COF    | + 0"       |
| 5.  | Geraint Thomas     | SKY    | + 0"       |
| 6.  | André Greipel      | OLO    | + 0"       |
| 7.  | Sébastien Hinault  | ALM    | + 0"       |
| 8.  | William Bonnet     | FDJ    | + 0"       |
| 9.  | Daniel Oss         | LIQ    | + 0"       |
| 10. | Thor Hushovd       | GRM    | + 0"       |

| #   | Versenyző            | Csapat | Idő         |
| --- | -------------------- | ------ | ----------- |
| 1.  | Thor Hushovd         | GRM    | 17h 36' 57" |
| 2.  | Cadel Evans          | BMC    | + 1"        |
| 3.  | Fränk Schleck        | LEO    | + 4"        |
| 4.  | David Millar         | GRM    | + 8"        |
| 5.  | Andreas Klöden       | RSH    | + 10"       |
| 6.  | Bradley Wiggins      | SKY    | + 10"       |
| 7.  | Geraint Thomas       | SKY    | + 12"       |
| 8.  | Edvald Boasson Hagen | SKY    | + 12"       |
| 9.  | Jakob Fuglsang       | LEO    | + 12"       |
| 10. | Andy Schleck         | LEO    | + 12"       |

## 6. szakasz
2011. július 7. —  Dinan >  Lisieux — 226,5 km, sík szakasz 
| #   | Versenyző            | Csapat | Idő        |
| --- | -------------------- | ------ | ---------- |
| 1.  | Edvald Boasson Hagen | SKY    | 5h 13' 37" |
| 2.  | Matthew Goss         | THR    | + 0"       |
| 3.  | Thor Hushovd         | GRM    | + 0"       |
| 4.  | Romain Feillu        | VCD    | + 0"       |
| 5.  | José Joaquín Rojas   | MOV    | + 0"       |
| 6.  | Arthur Vichot        | FDJ    | + 0"       |
| 7.  | Philippe Gilbert     | OLO    | + 0"       |
| 8.  | Gerald Ciolek        | QST    | + 0"       |
| 9.  | Marco Marcato        | VCD    | + 0"       |
| 10. | Arnold Jeannesson    | FDJ    | + 0"       |

| #   | Versenyző            | Csapat | Idő         |
| --- | -------------------- | ------ | ----------- |
| 1.  | Thor Hushovd         | GRM    | 22h 50' 34" |
| 2.  | Cadel Evans          | BMC    | + 1"        |
| 3.  | Fränk Schleck        | LEO    | + 4"        |
| 4.  | David Millar         | GRM    | + 8"        |
| 5.  | Andreas Klöden       | RSH    | + 10"       |
| 6.  | Bradley Wiggins      | SKY    | + 10"       |
| 7.  | Geraint Thomas       | SKY    | + 12"       |
| 8.  | Edvald Boasson Hagen | SKY    | + 12"       |
| 9.  | Jakob Fuglsang       | LEO    | + 12"       |
| 10. | Andy Schleck         | LEO    | + 12"       |

## 7. szakasz
2011. július 8. —  Le Mans >  Châteauroux — 218 km, sík szakasz 
| #   | Versenyző            | Csapat | Idő        |
| --- | -------------------- | ------ | ---------- |
| 1.  | Mark Cavendish       | THR    | 5h 38' 53" |
| 2.  | Alessandro Petacchi  | LAM    | + 0"       |
| 3.  | André Greipel        | OLO    | + 0"       |
| 4.  | Romain Feillu        | VCD    | + 0"       |
| 5.  | William Bonnet       | FDJ    | + 0"       |
| 6.  | Gyenyisz Galimzjanov | KAT    | + 0"       |
| 7.  | Thor Hushovd         | GRM    | + 0"       |
| 8.  | Sébastien Turgot     | EUC    | + 0"       |
| 9.  | José Joaquín Rojas   | MOV    | + 0"       |
| 10. | Sébastien Hinault    | ALM    | + 0"       |

| #   | Versenyző      | Csapat | Idő         |
| --- | -------------- | ------ | ----------- |
| 1.  | Thor Hushovd   | GRM    | 28h 29' 27" |
| 2.  | Cadel Evans    | BMC    | + 1"        |
| 3.  | Fränk Schleck  | LEO    | + 4"        |
| 4.  | David Millar   | GRM    | + 8"        |
| 5.  | Andreas Klöden | RSH    | + 10"       |
| 6.  | Jakob Fuglsang | LEO    | + 12"       |
| 7.  | Andy Schleck   | LEO    | + 12"       |
| 8.  | Tony Martin    | THR    | + 13"       |
| 9.  | Peter Velits   | THR    | + 13"       |
| 10. | Robert Gesink  | RAB    | + 20"       |

## 8. szakasz
2011. július 9. —  Aigurande >  Super-Besse — 189 km, dombos szakasz 
| #   | Versenyző        | Csapat | Idő        |
| --- | ---------------- | ------ | ---------- |
| 1.  | Rui Costa        | MOV    | 4h 36' 46" |
| 2.  | Philippe Gilbert | OLO    | + 12"      |
| 3.  | Cadel Evans      | BMC    | + 15"      |
| 4.  | Samuel Sánchez   | EUS    | + 15"      |
| 5.  | Peter Velits     | THR    | + 15"      |
| 6.  | Dries Devenyns   | QST    | + 15"      |
| 7.  | Damiano Cunego   | LAM    | + 15"      |
| 8.  | Alberto Contador | SBS    | + 15"      |
| 9.  | Andy Schleck     | LEO    | + 15"      |
| 10. | Fränk Schleck    | LEO    | + 15"      |

| #   | Versenyző        | Csapat | Idő         |
| --- | ---------------- | ------ | ----------- |
| 1.  | Thor Hushovd     | GRM    | 33h 06' 28" |
| 2.  | Cadel Evans      | BMC    | + 1"        |
| 3.  | Fränk Schleck    | LEO    | + 4"        |
| 4.  | Andreas Klöden   | RSH    | + 10"       |
| 5.  | Jakob Fuglsang   | LEO    | + 12"       |
| 6.  | Andy Schleck     | LEO    | + 12"       |
| 7.  | Tony Martin      | THR    | + 13"       |
| 8.  | Peter Velits     | THR    | + 13"       |
| 9.  | David Millar     | GRM    | + 19"       |
| 10. | Philippe Gilbert | OLO    | + 30"       |

## 9. szakasz
2011. július 10. —  Issoire >  Saint-Flour — 208 km, dombos szakasz 
| #   | Versenyző         | Csapat | Idő        |
| --- | ----------------- | ------ | ---------- |
| 1.  | Luis León Sánchez | RAB    | 5h 27' 09" |
| 2.  | Thomas Voeckler   | EUC    | + 5"       |
| 3.  | Sandy Casar       | FDJ    | + 13"      |
| 4.  | Philippe Gilbert  | OLO    | + 3' 59"   |
| 5.  | Peter Velits      | THR    | + 3' 59"   |
| 6.  | Cadel Evans       | BMC    | + 3' 59"   |
| 7.  | Andy Schleck      | LEO    | + 3' 59"   |
| 8.  | Tony Martin       | THR    | + 3' 59"   |
| 9.  | Fränk Schleck     | LEO    | + 3' 59"   |
| 10. | Damiano Cunego    | LAM    | + 3' 59"   |

| #   | Versenyző         | Csapat | Idő         |
| --- | ----------------- | ------ | ----------- |
| 1.  | Thomas Voeckler   | EUC    | 38h 35' 11" |
| 2.  | Luis León Sánchez | RAB    | + 1' 49"    |
| 3.  | Cadel Evans       | BMC    | + 2' 26"    |
| 4.  | Fränk Schleck     | LEO    | + 2' 29"    |
| 5.  | Andy Schleck      | LEO    | + 2' 37"    |
| 6.  | Tony Martin       | THR    | + 2' 38"    |
| 7.  | Peter Velits      | THR    | + 2' 38"    |
| 8.  | Andreas Klöden    | RSH    | + 2' 43"    |
| 9.  | Philippe Gilbert  | OLO    | + 2' 55"    |
| 10. | Jakob Fuglsang    | LEO    | + 3' 08"    |

## Pihenőnap
2011. július 11. —  Le Lioran Cantal

## 10. szakasz
2011. július 12. —  Aurillac >  Carmaux — 158 km, sík szakasz 
| #   | Versenyző          | Csapat | Idő        |
| --- | ------------------ | ------ | ---------- |
| 1.  | André Greipel      | OLO    | 3h 31' 21" |
| 2.  | Mark Cavendish     | THR    | + 0"       |
| 3.  | José Joaquín Rojas | MOV    | + 0"       |
| 4.  | Thor Hushovd       | GRM    | + 0"       |
| 5.  | Romain Feillu      | VCD    | + 0"       |
| 6.  | Daniel Oss         | LIQ    | + 0"       |
| 7.  | Sébastien Hinault  | ALM    | + 0"       |
| 8.  | Borut Božič        | VCD    | + 0"       |
| 9.  | Geraint Thomas     | SKY    | + 0"       |
| 10. | Samuel Dumoulin    | COF    | + 0"       |

| #   | Versenyző         | Csapat | Idő         |
| --- | ----------------- | ------ | ----------- |
| 1.  | Thomas Voeckler   | EUC    | 42h 06' 32" |
| 2.  | Luis León Sánchez | RAB    | + 1' 49"    |
| 3.  | Cadel Evans       | BMC    | + 2' 26"    |
| 4.  | Fränk Schleck     | LEO    | + 2' 29"    |
| 5.  | Andy Schleck      | LEO    | + 2' 37"    |
| 6.  | Tony Martin       | THR    | + 2' 38"    |
| 7.  | Peter Velits      | THR    | + 2' 38"    |
| 8.  | Andreas Klöden    | RSH    | + 2' 43"    |
| 9.  | Philippe Gilbert  | OLO    | + 2' 55"    |
| 10. | Jakob Fuglsang    | LEO    | + 3' 08"    |

## 11. szakasz
2011. július 13. —  Blaye-les-Mines >  Lavaur — 167,5 km, sík szakasz 
| #   | Versenyző            | Csapat | Idő        |
| --- | -------------------- | ------ | ---------- |
| 1.  | Mark Cavendish       | THR    | 3h 31' 21" |
| 2.  | André Greipel        | OLO    | + 0"       |
| 3.  | Tyler Farrar         | GRM    | + 0"       |
| 4.  | Gyenyisz Galimzjanov | KAT    | + 0"       |
| 5.  | Edvald Boasson Hagen | SKY    | + 0"       |
| 6.  | Romain Feillu        | VCD    | + 0"       |
| 7.  | José Joaquín Rojas   | MOV    | + 0"       |
| 8.  | Sébastien Turgot     | EUC    | + 0"       |
| 9.  | Fransisco Ventoso    | MOV    | + 0"       |
| 10. | William Bonnet       | FDJ    | + 0"       |

| #   | Versenyző         | Csapat | Idő         |
| --- | ----------------- | ------ | ----------- |
| 1.  | Thomas Voeckler   | EUC    | 45h 52' 39" |
| 2.  | Luis León Sánchez | RAB    | + 1' 49"    |
| 3.  | Cadel Evans       | BMC    | + 2' 26"    |
| 4.  | Fränk Schleck     | LEO    | + 2' 29"    |
| 5.  | Andy Schleck      | LEO    | + 2' 37"    |
| 6.  | Tony Martin       | THR    | + 2' 38"    |
| 7.  | Peter Velits      | THR    | + 2' 38"    |
| 8.  | Andreas Klöden    | RSH    | + 2' 43"    |
| 9.  | Philippe Gilbert  | OLO    | + 2' 55"    |
| 10. | Jakob Fuglsang    | LEO    | + 3' 08"    |

## Lásd még
- A 2011-es Tour de France szakaszai (12–21.)
- 2011-es Tour de France